# Лейквуд (Нью-Йорк)
Лейквуд (англ. Lakewood) — селище (англ. village) в США, в окрузі Чотоква штату Нью-Йорк. Населення — 3002 особи (2010).

## Географія
Лейквуд розташований за координатами 42°5′57″ пн. ш. 79°19′12″ зх. д. / 42.09917° пн. ш. 79.32000° зх. д. (42.099123, -79.320066).  За даними Бюро перепису населення США в 2010 році, селище мало площу 5,12 км², уся площа — суходіл.

## Демографія
Згідно з переписом 2010 року, у селищі мешкали 3002 особи в 1403 домогосподарствах у складі 812 родин. Густота населення становила 587 осіб/км².  Було 1698 помешкань (332/км²).
Расовий склад населення:
| - 96,2 % — білих - 1,3 % — азіатів - 0,7 % — чорних або афроамериканців - 0,3 % — корінних американців |

До двох чи більше рас належало 1,0 %. Частка іспаномовних становила 1,5 % від усіх жителів.
За віковим діапазоном населення розподілялося таким чином: 20,2 % — особи молодші 18 років, 56,8 % — особи у віці 18—64 років, 23,0 % — особи у віці 65 років та старші. Медіана віку мешканця становила 47,3 року. На 100 осіб жіночої статі у селищі припадало 92,4 чоловіків;  на 100 жінок у віці від 18 років та старших — 87,9 чоловіків також старших 18 років.
Середній дохід на одне домашнє господарство  становив 65 698 доларів США (медіана — 47 143), а середній дохід на одну сім'ю — 75 121 долар (медіана — 55 547). Медіана доходів становила 48 167 доларів для чоловіків та 40 000 доларів для жінок. За межею бідності перебувало 10,5 % осіб, у тому числі 16,7 % дітей у віці до 18 років та 3,1 % осіб у віці 65 років та старших.
Цивільне працевлаштоване населення становило 1351 особа. Основні галузі зайнятості: освіта, охорона здоров'я та соціальна допомога — 29,4 %, виробництво — 16,1 %, роздрібна торгівля — 14,0 %.